# Памятник королеве Луизе
Памятник королеве Луизе — памятник королеве Пруссии Луизе, супруге Фридриха Вильгельма III.
Монумент расположен в центре города Советска — в городском парке Якобсруэ. Общая высота монумента составляет 8 метров, при этом высота статуи королевы Луизы — 3 метра, а высота пьедестала — 5 метров.
Автор памятника — немецкий скульптор Густав Эберлейн. Монумент, выполненный из белого каррарского мрамора, был торжественно открыт 22 сентября 1900 года в присутствии императора Пруссии Вильгельма II. Памятник является одним из символов города Советска.

## Описание
Памятник королеве Луизе из белого каррарского мрамора являлся украшением парка Якобсруэ. Величественная статуя королевы (высота скульптуры около трёх метров) была облачена в королевскую мантию. Голова Луизы была увенчана диадемой, в левой руке она держала спадающий плащ, в правой — маленький букетик васильков. Эта деталь придавала статуе особую трогательность.

## История создания памятника
Королева Луиза всегда была очень любима и ценима в Тильзите. Её образ, олицетворяющий собой безграничную любовь к своей Родине и жертвенность во имя высоких идеалов, являлся примером для многих поколений жителей этого города.

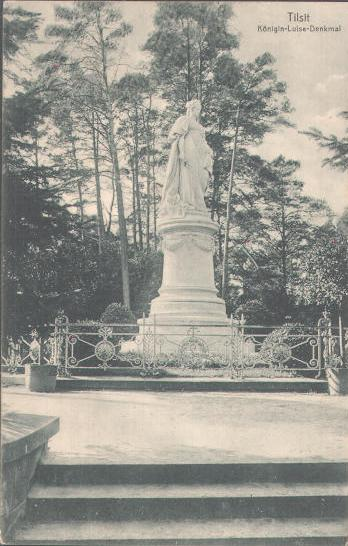
Памятник королеве Луизе до Второй мировой войны

Её именем в Тильзите были названы мост через реку Мемель, первый кинотеатр, высшая женская школа, аптека и аллея, ведущая в парк Якобсруэ. Именно в парке в период между двумя промышленными выставками было решено увековечить в памятнике облик королевы Луизы.
Памятник прусской королеве был открыт 22 сентября 1900 года. На открытие прибыл император Вильгельм II. Скульптура королевы Луизы была выполнена из белого мрамора скульптором Густавом Эберлейном, являвшимся профессором Королевской Прусской академии искусств в Берлине.
Памятник был одной из главных достопримечательностей города, излюбленным символом Тильзита, изображавшимся на многочисленных открытках и сувенирах с видами города. 
После окончания Второй мировой войны скульптура Луизы была утрачена, на постаменте уже в советский период развития города была установлена гипсовая фигура футболиста с мячом, но и она позднее была разрушена. Долгое время место, где когда-то стоял величественный памятник, было заброшено, однако городскую общественность никогда не покидала мысль о восстановлении памятника. В 2009 году наконец-то дело сдвинулось с мертвой точки. Финансирование удалось получить в рамках программы приграничного сотрудничества Литва-Польша-Россия Европейского инструмента соседства и партнерства (ЕИСП) в 2007-2013 годах. По нацпроекту Российская Федерация выделила более 118 миллионов рублей, Евросоюз выделил на воссоздание памятника и благоустройство прилегающего сквера свыше 106 миллионов рублей (2600000 EUR). Восстановительные работы проводили опытные специалисты-реставраторы творческой мастерской «Вершинин» по заданию творческой мастерской «Наследие» . Профессионалы мастерской «Наследие», опираясь лишь на сохранившиеся довоенные фотографии, сумели воссоздать старинный облик памятника. Гениально реконструировали статую (по заказу «Наследия») известные Петербургские скульпторы Павел Игнатьев (автор памятника первому архитектору Санкт-Петербурга Доменико Трезини, статуя находится в СПБ) и Денис Прасолов.
Скульпторы специально консультировались с профессором из Германии, изучающим творчество Эберлейна, буквально через лупу изучали изображения статуи и прочие изображения королевы Луизы (портреты, бюсты, посмертную маску). Торжественное открытие памятника состоялось 6 июля 2014 года.